# Favio Cabral
Favio Benjamin Cabral (Villa Corina, 5 febbraio 2001) è un calciatore argentino, attaccante del Central Córdoba (SdE), in prestito dal Mitre (SdE).

## Carriera
È cresciuto nel settore giovanile del Talleres (C), con cui ha firmato il primo contratto professionistico nel maggio del 2019. Ha debuttato in prima squadra il 26 gennaio 2020 nell'incontro di Primera División perso 4-1 contro il Defensa y Justicia. Il 26 aprile 2021 è passato in prestito in Cile al Curicó Unido ed il 16 gennaio 2022 è andato, con la stessa formula, all'Almagro. Sei mesi più tardi è andato in prestito al Douglas Haig dove ha per la prima volta trovato continuità di impiego realizzando 6 reti in 18 incontri nel Torneo Federal A. Nel 2023 ha lasciato definitivamente i biancoblu ed è approdato a titolo definitivo al Cipolletti, con cui ha realizzato 12 reti in 33 partite in terza divisione. Nel gennaio del 2024 è passato al Talleres (RdE) ma dopo la prima parte di stagione ha cambiato rescisso il contratto ed ha firmato con il Mitre (SdE).
Nel settembre del 2024 è passato in prestito al Central Córdoba (SdE) facendo quindi ritorno in prima divisione. Pochi mesi dopo ha conquistato il suo primo trofeo vincendo la Copa Argentina in finale contro il Vélez Sarsfield.

## Statistiche

### Presenze e reti nei club
Statistiche aggiornate al 29 aprile 2025.
| Stagione                     | Squadra                      | Campionato                   | Campionato | Campionato | Coppe nazionali | Coppe nazionali | Coppe nazionali | Coppe continentali | Coppe continentali | Coppe continentali | Altre coppe | Altre coppe | Altre coppe | Totale | Totale | Totale |
| Stagione                     | Squadra                      | Comp                         | Pres       | Reti       | Comp            | Pres            | Reti            | Comp               | Pres               | Reti               | Comp        | Pres        | Reti        | Pres   | Reti   |        |
| ---------------------------- | ---------------------------- | ---------------------------- | ---------- | ---------- | --------------- | --------------- | --------------- | ------------------ | ------------------ | ------------------ | ----------- | ----------- | ----------- | ------ | ------ | ------ |
| 2019-2020                    | Talleres (C)                 | PD                           | 1          | 0          | CA+CM           | 0+4             | 0               | -                  | -                  | -                  | -           | -           | -           | 5      | 0      |        |
| gen.-apr. 2021               | Talleres (C)                 | PD                           | 0          | 0          | CA+CdL          | 0+1             | 0               | -                  | -                  | -                  | -           | -           | -           | 1      | 0      |        |
| Totale Talleres              | Totale Talleres              | Totale Talleres              | 1          | 0          |                 | 5               | 0               |                    | -                  | -                  |             | -           | -           | 6      | 0      |        |
| mag.-dic. 2021               | Curicó Unido                 | PD                           | 1          | 0          | CC              | 0               | 0               | -                  | -                  | -                  | -           | -           | -           | 1      | 0      |        |
| gen.-giu. 2022               | Almagro                      | PBN                          | 3          | 0          | -               | -               | -               | -                  | -                  | -                  | -           | -           | -           | 3      | 0      |        |
| giu.-dic. 2022               | Douglas Haig                 | TFA                          | 17         | 6          | -               | -               | -               | -                  | -                  | -                  | -           | -           | -           | 17     | 6      |        |
| 2023                         | Cipolletti                   | TFA                          | 33         | 12         | -               | -               | -               | -                  | -                  | -                  | -           | -           | -           | 33     | 12     |        |
| gen.-apr. 2024               | Talleres (RdE)               | PBN                          | 2          | 0          | CA              | 0               | 0               | -                  | -                  | -                  | -           | -           | -           | 2      | 0      |        |
| mag.-ago. 2024               | Mitre (SdE)                  | PBN                          | 16         | 3          | CA              | 2               | 0               | -                  | -                  | -                  | -           | -           | -           | 18     | 3      |        |
| sep.-dic. 2024               | Central Córdoba (SdE)        | PD                           | 14         | 4          | CA              | 3               | 1               | -                  | -                  | -                  | -           | -           | -           | 17     | 5      |        |
| 2025                         | Central Córdoba (SdE)        | PD                           | 13         | 1          | CA              | 1               | 0               | CL                 | 0                  | 0                  | SA          | -           | -           | 14     | 1      |        |
| Totale Central Córdoba (SdE) | Totale Central Córdoba (SdE) | Totale Central Córdoba (SdE) | 27         | 5          |                 | 4               | 1               |                    | 0                  | 0                  |             | -           | -           | 30     | 6      |        |
| Totale carriera              | Totale carriera              | Totale carriera              | 100        | 26         |                 | 11              | 1               |                    | 0                  | 0                  |             | -           | -           | 111    | 27     |        |

## Palmarès

### Club

#### Competizioni nazionali
- Copa Argentina: 1

Central Córdoba (SdE): 2024